# Абжалилов, Халил Галеевич
Хали́л Галеевич Абжали́лов (тат. Xəlil Ğali uğlı Əbcəlilev, Хәлил Гали улы Әбҗелилев) (1896—1963) — советский, татарский актёр, театральный режиссёр. Народный артист СССР (1957).

## Биография
Родился 17 (29) сентября 1896 года в селе Мустафино (ныне — Шарлыкский район Оренбургской области, Россия) в семье крестьянина-бедняка.
В возрасте 7 лет был отдан на обучение в медресе. В 1906 году из-за засухи в селе разразился голод, что заставило семью Халила переехать в Оренбург.
После начала в 1914 году Первой мировой войны был призван в Царскую армию. В период войны побывал в Кёнигсберге, Варшаве, Барановичах. За храбрость в боях был награждён георгиевской медалью, а позднее георгиевским крестом 4-й степени. В 1916 году, получив тяжёлое ранение в правое плечо, лежал в госпитале. Демобилизован после ранения.
Сценическую деятельность начал в 1916 году в татарской драматической труппе «Ширкат» (Оренбург). В 1919 году — один из основателей татарского «Восточного театра» в Оренбурге. В годы Гражданской войны, будучи актёром и режиссёром этого театра, организовывал фронтовую труппу, выезжал на передовую линию, выступал перед бойцами Красной армии. В 1920—1923 годах участвовал в организации узбекских театров в Ташкенте, Бухаре и Хиве. В 1923—1924 годах работал в Астраханском татарском драматическом театре.
В 1924—1928 годах снимался на кинофабрике «Шарк Юлдузи» («Звезда Востока») треста «Узбекгоскино» (ныне «Узбекфильм», Ташкент).
С 1928 года — актёр Татарского академического театра им. Г. Камала (Казань).
В 1941—1953 годах — председатель правления Татарского отделения Всероссийского театрального общества.
Член ВКП(б) с 1944 года. Депутат Верховного Совета Татарской АССР 2—4 созывов (1947—1959).
Умер 18 марта 1963 года в Казани от сердечного приступа. Похоронен на татарском кладбище в Ново-Татарской слободе Казани.

### Семья
- Двоюродный брат — Муса Джалиль (1906—1944), татарский советский поэт. Герой Советского Союза (1956).

## Награды и звания
- Заслуженный артист Татарской АССР (1939)
- Заслуженный артист РСФСР (1940)
- Народный артист Татарской АССР (1944)
- Народный артист РСФСР (1950)[6]
- Народный артист СССР (1957)
- Республиканская премия имени Габдуллы Тукая (1958) — за исполнение роли Мисхаба в спектакле «Без ветрил» К. Тинчурина
- Георгиевская медаль
- Георгиевский крест 4 степени
- Орден Трудового Красного Знамени (1956)
- Орден «Знак Почёта»
- 1 орден
- Медали

## Роли в театре
- 1928 — «Разлом» Б. А. Лавренёва — Боцман
- 1929 — «Галиябану» М. Файзи — Бадри
- 1929 — «В вороньем гнезде» Ш. К. Камала — старый артельщик Халил
- 1932 — «Письмо на платке» С. В. Батталова — Хафиз
- 1933 — «Банкрот» Г. Камала — Сиражетдин
- 1934 — «Коварство и любовь» Ф. Шиллера — Миллер
- 1935 — «Профессор Мамлок» Ф. Вольфа — профессор Мамлок
- 1936 — «Враги» М. Горького — Яков Бардин
- 1937 — «Потоки» Т. Гиззата — Биктемир
- 1940 — «Ходжа Насретдин» Н. Исанбета — Ходжа Насретдин
- 1944 — «Король Лир» У. Шекспира — Лир
- 1944 — «Минникамал» М. Амира — Гильманов
- 1946 — «За тех, кто в море» Б. А. Лавренёва — Харитонов
- 1952 — «Профессор Полежаев» Л. Н. Рахманова — профессор Полежаев
- 1958 — «Без ветрил» К. Г. Тинчурина — Мисхаб
- «На Кандре» К. Г. Тинчурина — Акбердин
- «Жизнь зовёт» В. Н. Билль-Белоцерковского — Чадов
- «Отелло» У. Шекспира — Яго
- «Салют, Испания!» А. Н. Афиногенова — Клоун
- «Без вины виноватые» А. Н. Островского — Шмага
- «Бешеные деньги» А. Н. Островского — Кучумов
- «Гроза» А. Н. Островского — Тихон
- «Несчастный юноша» Г. Камала — Карим-бай
- «Враги» М. Горького — Захар Бардин
- «За туманом» Ш. К. Камала — Локман
- «Мартын Боруля» И. К. Карпенко-Карого — Мартын Боруля
- «Алим — крымский разбойник»

## Фильмография
- 1925 — «Минарет смерти» — атаман Кур-баши
- 1927 — «Шакалы Равата» — Абдул-Неби бай
- 1927 — «Вторая жена»
- 1927 — «Из-под сводов мечети»
- 1928 — «Крытый фургон»
- 1928 — «Прокажённая»

## Адреса
- 1938 — улица Бехтерева, дом 11.[7]
- 1948 — улица Горького, дом 17.[8]

## Память
- На доме, где жил Х. Абжалилов по ул. Горького, 17/9 в Казани установлена мемориальная доска.
- Имя актёра носит улица в Вахитовском районе Казани[9].